# 鄒承恩
鄒承恩（1980年11月4日—），臺灣男演員。原本於IT產業當上班族，2007年決定暫緩人生既定步調，參加蔡岳勳2008年度大戲男主角選拔，最後成功參與演出當紅戲劇《痞子英雄》，並演唱原聲帶〈痞子和英雄〉等曲目。2015年，憑藉《哇！陳怡君》入圍第51屆金鐘獎戲劇節目男配角獎。後於2018年演出電影《粽邪》的男主角，再度讓驚悚類型的國片受到市場關注。

## 音樂作品

### EP
| 專輯 | 發行日期      | 專輯名稱       | 語言 | 曲目 |
| 1    | 2012年1月19日 | 《我的首部曲》 | 國語 | 1. 作對(痞子英雄首部曲主題曲) 2. 活著離開(痞子英雄首部曲插曲) 3. 無賴正義 4. 永夜之晝 5. 別把愛驚醒 6. 光盲 7. 繼續 (痞子英雄首部曲片尾曲) |

### 單曲
| 發行日期   | 曲目             | 專輯名稱                     | 語言 | 備註                |
| 2009年5月  | Perfect Stranger | 《痞子英雄》電視原聲帶       | 國語 | 片尾曲/與痞客四合唱 |
| 2009年5月  | 痞子與英雄       | 《痞子英雄》電視原聲帶       | 國語 | 插曲                |
| 2013年10月 | 禮物             | 微電影《伊布，聽我說》主題曲 | 國語 | 主題曲              |

## 電視劇
| 年份 | 頻道                      | 劇名                       | 角色            |
| 2009 | 公視                      | 《痞子英雄》               | Twins弟（程諾） |
| 2009 | 中視                      | 《閃亮的日子》             | 范天齊          |
| 2010 | 台視                      | 《家有四千金》             | 高見遠          |
| 2011 | 台視                      | 《姊妹》                   | 江辰偉          |
| 2011 | 中視                      | 《我和我的兄弟·恩》        | 謝家豪          |
| 2012 | 台視                      | 《東門四少》               | 周紹隆          |
| 2013 | C-POP TV                  | 《雜務特勤組》             | 鄒警官          |
| 2013 | 民視                      | 《愛情ATM》                | 宋維剛          |
| 2014 | 台視                      | 《威廉王子》               | 方允浩          |
| 2014 | 公視、TVBS歡樂台          | 《16個夏天》               | 丁國慶          |
| 2015 | 樂視網                    | 《PMAM之慾望俱樂部》       | 貝紹棋          |
| 2015 | 台視、TVBS歡樂台          | 《哇！陳怡君》             | 黃兆元          |
| 2015 | 緯來戲劇台、三立都會台    | 《舞吧舞吧在一起》         | 康鎮英（Billy） |
| 2017 | 台視、八大綜合台、公視    | 《植劇場－積木之家》       | 吳承恩          |
| 2017 | 台視、八大綜合台、公視    | 《植劇場－花甲男孩轉大人》 | 王曉帝          |
| 2017 | 愛奇藝                    | 《深夜食堂》               | 蔣明            |
| 2017 | 三立都會台                | 《真情之家》               | 賴永康          |
| 2018 | TVBS歡樂台                | 《翻牆的記憶》             | 薛志文          |
| 2018 | TVBS歡樂台                | 《女兵日記》               | 何曉東          |
| 2018 | 臺灣電視台                | 《種菜女神》               | 吉兆喆          |
| 2019 | 衛視中文台                | 《遺失的1/2》              | 慶哥            |
| 2019 | TVBS歡樂台                | 《天堂的微笑》             | 丁國慶          |
| 2021 | 八大戲劇台、衛視中文台    | 《她們創業的那些鳥事》     | 金塵            |
| 2021 | 愛奇藝                    | 《賴猫的獅子倒影》         | 李莫            |
| 2022 | Disney+、Bilibili         | 《正義的算法》             | 劉立偉          |
| 2022 | MOD、Hami Video           | 《我願意》                 | 蔡有儒          |
| 2022 | 公視                      | 《公視人生劇展-狗仔杜賓》  | 陳政容          |
| 2023 | TVBS歡樂台                | 《加油喜事》               | 武子良          |
| 2023 | 公視、八大戲劇台          | 《最佳利益2－決戰利益》    | 簡宗邁          |
| 2023 | 公視、三立都會台          | 《地獄里長》               | 張光陽          |
| 2024 | Hami Video、中華電信MOD   | 《塑膠花》                 |                 |
| 2024 | 三立台灣台                | 《願望》                   | 方冠傑          |
| 2024 | 公視、八大戲劇台、Netflix | 《人生清理員》             | 徐瑞德          |
| 2025 | TVBS歡樂台                | 《整形過後》               |                 |

## 電影
| 年份 | 片名                         | 角色   | 導演   |
| 2012 | 《痞子英雄首部曲：全面開戰》 | 程諾   | 蔡岳勳 |
| 2013 | 《聽見下雨的聲音》           | 大邦   | 方文山 |
| 2014 | 《痞子英雄2：黎明再起》      | 程諾   | 蔡岳勳 |
| 2018 | 《粽邪》                     | 吳家維 | 廖士涵 |
| 2018 | 《哈囉！有事嗎》             | 郭承恩 | 梁凱威 |
| 2020 | 《馗降：粽邪2》              | 吳家維 | 廖士涵 |
| 2023 | 《粽邪3：鬼門開》            | 吳家維 | 廖士涵 |

### 微電影/電影短片
| 年份 | 片名             | 角色    | 導演   | 備註                 |
| 2013 | 《伊布，聽我說》 | 鄒子    | 曾瀚霖 | 台灣盲人重建院公益片 |
| 2015 | 《雙重約會》     | Frankie | 曾英庭 |                      |

## 音樂錄影帶
- 2009年 蔡依林《我的依賴》
- 2009年 鄒承恩《痞子英雄》
- 2012年 鄒承恩《作對》
- 2012年 鄒承恩《活著離開》
- 2012年 鄒承恩《別把愛驚醒》
- 2019年 袁詠琳《終於勇敢了》

## 主持節目
- 2024年 八大電視台《世界第一等》

## 獎項紀錄
| 年份   | 頒獎典禮     | 獎項             | 作品           | 角色   | 結果 |
| ------ | ------------ | ---------------- | -------------- | ------ | ---- |
| 2016年 | 第51屆金鐘獎 | 戲劇節目男配角獎 | 《哇！陳怡君》 | 黃兆元 | 提名 |
| 2023年 | 第58屆金鐘獎 | 戲劇節目男配角獎 | 《我願意》     | 蔡有儒 | 提名 |

## 外部連結
- 鄒承恩的Plurk專頁
- 鄒承恩的新浪微博
- 鄒承恩的Facebook專頁
- 鄒承恩的Instagram帳戶
- 鄒承恩在互联网电影资料库（IMDb）上的資料（英文）
- 鄒承恩在香港影庫上的簡介
- 鄒承恩在豆瓣上的资料（简体中文）
- 鄒承恩在时光网上的簡介（简体中文）
- 鄒承恩在台灣電影網上的資料（繁體中文）
- 華文影史庫 鄒承恩 簡介 （页面存档备份，存于）